# Cazalegas
Cazalegas település Spanyolországban, Toledo tartományban. Cazalegas Talavera de la Reina, Pepino, San Román de los Montes, Castillo de Bayuela és Lucillos községekkel határos. Lakosainak száma 2098 fő (2024).

## Népesség
A település népessége az utóbbi években az alábbiak szerint változott:
| Lakosok száma | 1178 | 1341 | 1642 | 1759 | 1852 | 1832 | 1743 | 1750 | 1927 | 2098 |
|               | 2001 | 2004 | 2007 | 2009 | 2012 | 2014 | 2017 | 2019 | 2022 | 2024 |